# 南霽雲
南 霽雲（なん せいうん、生年不詳 - 757年）は、唐の武将。唐の名将の張巡配下として雷万春とともに活躍した。なお南八とも呼ばれている（排行が八番目であったと思われる）。魏州頓丘県の人。

## 経歴
若い頃は貧乏で人に雇われて船頭をしていた。安禄山の反乱に際して武将となり、唐の尚衡が安禄山側の李廷望を討伐する時の先鋒となった。
睢陽に遣わされて張巡と事を図り、「張公は心を開いて人と対する。私は本当に仕える場所を得た」と言って、張巡が帰ることを勧めたにもかかわらず、とどまった。尚衡は金や絹を送ったが、受けずに辞退し、張巡に厚く迎えられた。一度は寧陵に行き、三千人の援軍を連れて戻ってきた。張巡とともに睢陽城防御で活躍したが捕らえられ、張巡・雷万春・姚誾らとともに殺された。

## エピソード
- 南霽雲は騎射に長け、百歩以内にいる敵は一矢で全て倒した。
- 張巡は、敵の大将の尹子奇の顔が分からないため、よもぎを矢として打った。これに当たったものが敵は矢がつきたとして、尹子奇のもとに報告に行くところを、南霽雲が矢を射て、尹子奇の左目に当て退却させた。
- 援軍を求めに三十騎で包囲を突破したが、唐の御史大夫の賀蘭進明は、援軍を拒絶し、宴会を開いて南霽雲を幕下に迎えようとした。しかし、指を断ち賀蘭進明に見せた上で、寺塔を矢で射て、「賊を破って、帰ったら、賀蘭進明を滅ぼす。これがその誓いだ！」と言った。
- 落城後、張巡に「南八！男児はただ死ぬだけだ。不義に屈するなよ！」と言われた時、笑って「やり残したことがあるが、我を知る公のためだ。死にましょう」と言った（賀蘭進明のことと思われる）。
- 南宋の謝枋得の詩に彼のことが引用されている。

## 伝記資料
- 『新唐書』巻百九十二 列伝第百一十七忠義伝・中「張巡伝」